# خوان خوزه
خوان خوزه (انگلیسی: Juan José؛ زادهٔ ۲۹ ژوئیهٔ ۱۹۵۷) بازیکن سابق فوتبال اهل اسپانیا است که در پست دفاع راست بازی می‌کرد. او در باشگاه فوتبال کادیس بازی می‌کرد، البته سه سال را در رئال مادرید گذراند و دقیقاً در ده فصل در ۲۳۱ بازی در لا لیگا ظاهر شد.
وی همچنین در تیم‌های ملی فوتبال زیر ۲۳ سال اسپانیا و اسپانیا بازی کرده‌است.